# Dê núi Iberia
Dê núi Iberia (Capra pyrenaica) là một loài động vật có vú trong họ Bovidae, bộ Artiodactyla. Loài này được Schinz mô tả năm 1838. Loài này có bốn phân loài. Trong số này, hai người vẫn có thể được tìm thấy trên bán đảo Iberia, nhưng ngày nay hai phân loài còn lại đã tuyệt chủng. Các phân loài Bồ Đào Nha đã bị tuyệt chủng vào năm 1892 và trở thành phân loài Pyrenea đã tuyệt chủng vào ngày 6/1/2000. Một dự án đang triển khai để nhân bản các phân loài Pyrenea dẫn đến một bản sao được sinh ra còn sống vào tháng 1 năm 2009.

## Hình ảnh

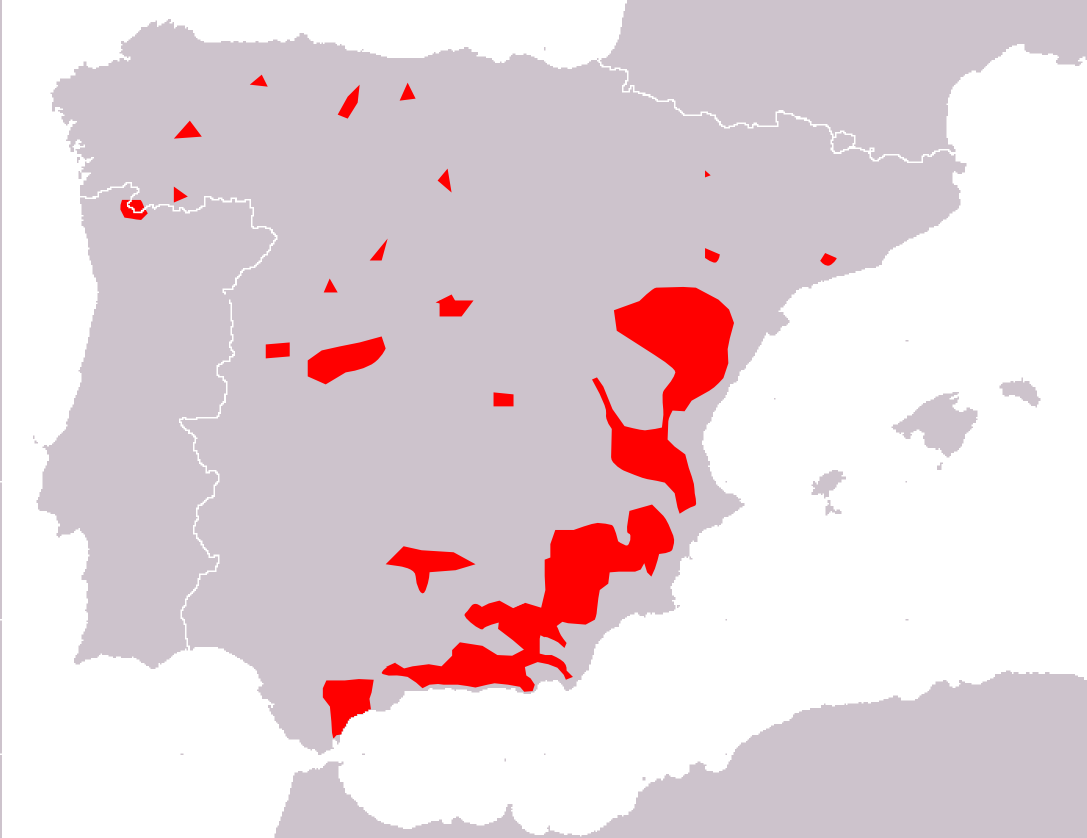
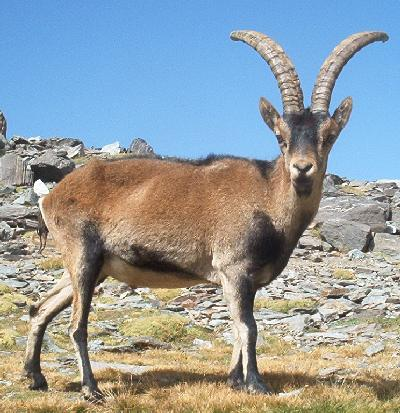
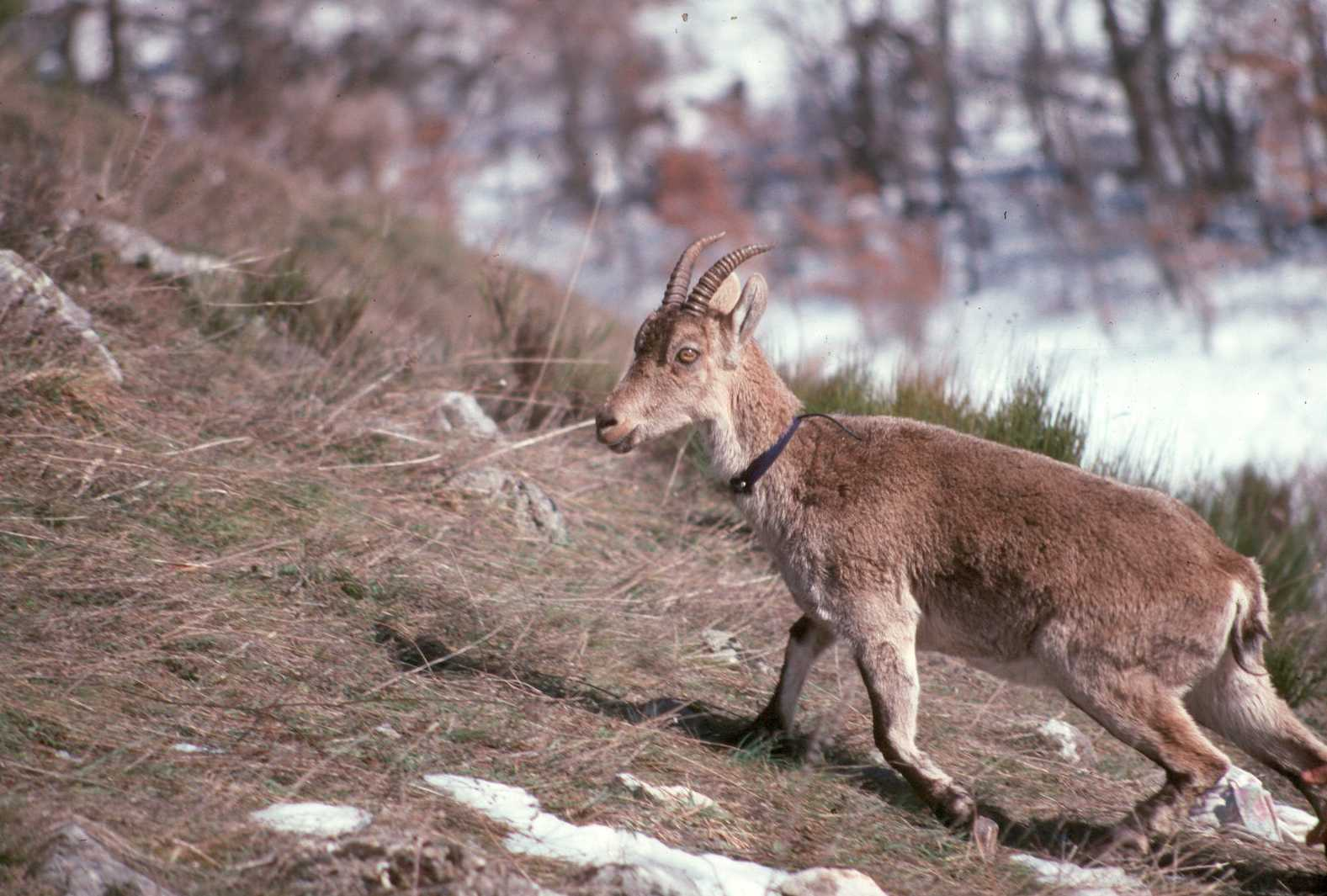
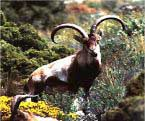